# Aissáuas
Aissáuas (em francês: Aissaoua) ou issáuas (em francês: Issaoua; em árabe: العيساوية; romaniz.: (a)issawiya) é uma irmandade místico-religiosa fundada em Mequinez, Marrocos, por Maomé ben-Issa (ben Aissa) no século XV.